# 苻忠
苻忠（?—?），五胡十六国前秦宗室，氐族，前秦第3代皇帝（天王）苻堅之弟，苻雄之子。
357年，前秦天王苻坚封弟弟苻融为阳平公，苻双为河南公，儿子苻丕为长乐公，苻晖为平原公，苻熙为广平公，苻睿为钜鹿公。360年，苻坚分司隶之地设置雍州，以苻双为都督雍、河、凉三州诸军事，征西大将军，雍州刺史，改封赵公，镇安定。而封弟弟苻忠为河南公。